# Argistes
Argistes là một chi nhện trong họ Liocranidae.